# Югид-ва (національний парк)
Національний парк «Югид-ва» (в перекладі з мови комі — «Світла вода»)(рос. Национальный парк «Югыд ва») — національний парк утворений 23 квітня 1994 року на теренах Печорського району (23% від загальної площі) і Вуктильського (46,8%) та Інтинського (30,2%) міських округів Республіки Комі з метою збереження унікальних природних комплексів Приполярного і Північного Уралу. Територія національного парку « Югид Ва» разом з прилеглим до нього на півдні Печоро-Іличським державним заповідником і його буферною зоною 8 грудня 1995 були внесені до Списку Всесвітньої Спадщини ЮНЕСКО. Це перший з національних парків Росії, який отримав такий статус.

## Географія

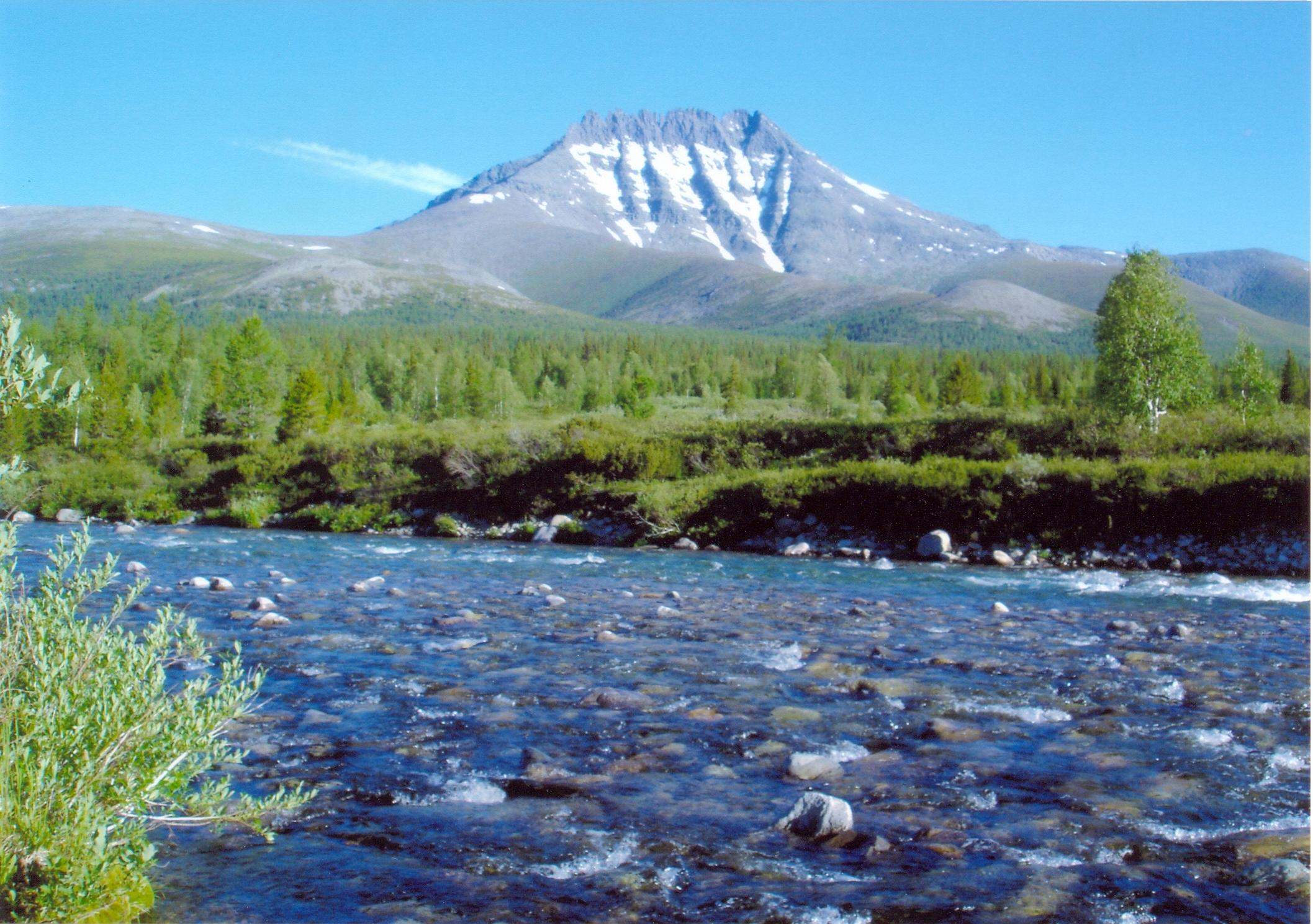
Річка поблизу гори Манарага, неподалік села Саранпауль.

Національний парк «Югид-ва» розташований на західних схилах Приполярного і Північного Уралу, на межі Європи і Азії. На території парку є найвищі вершини Приполярного і Північного Уралу. Річки, стікаючи із західного схилу Уральських гір, постачають воду в Печору — одну з найбільших річок Європи, яка впадає в Баренцове море.
Природною межею парку на сході виступає головний хребет Уральських гір, на півночі — річка Кожим, на заході — річки Синя, Вангир і Косью, на півдні — Печоро-Іличський заповідник. Територія парку входить до Приполярно-Уральської фізико-географічної області і розташована в трьох орографічних зонах — гірській, передгірській та низинній, які сформувалися понад 200 млн років тому.
Саме тут у центральній частині національного парку «Югид-Ва» розташована найвища точка Уральських гір — гора Народна (1894,5 м), а також вершини Карпінського (1878 м), Колокольня (Дзвіниця) (1724 м), Манарага (1662 м), Ньоройка (1645 м).

## Рослинний світ

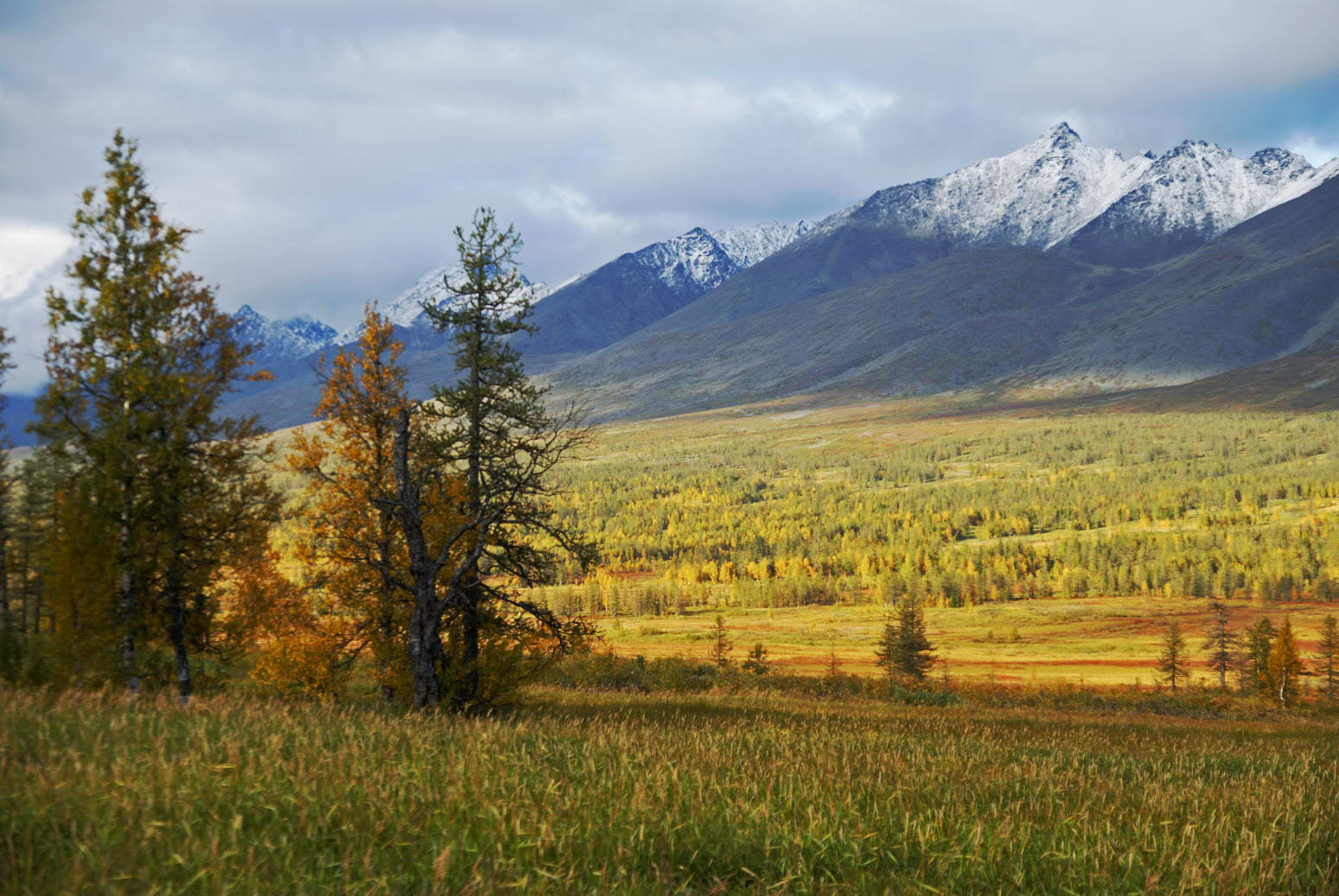
Осінь в Приполярному Уралі. Саблінський хребет-НП Югид ва

Рослинний світ національного парку «Югид-ва» нараховує понад 600 видів судинних рослин, десятки видів мохів та лишайників. Багатство флори зростає з півночі на південь. Найбільшу різноманітність становлять трави. Основу травостоїв заплавних і гірсько-тундрових луків складають злаки. Специфічною рисою флори є велика кількість папоротей (22 види) і вересових.
Територія парку є унікальною з точки зору біорізноманіття. Тут росте 47 видів рідкісних і ендемічних рослин, які охороняються Республікою Комі.
До Міжнародної Червоної книги занесені: зозулині черевички справжні, родіола рожева, черевичок плямистий, півонія ухилиста, шиверекія Кузнєцова. До Червоної книги РФ занесені: (вудсія альпійська, пальчатокорінник Траунштейнера), а також ендемічні види, які зустрічаються тільки на Уралі. Це — анемона пермська, лещиця уральська, льон північний, чебрець Талієва. До другої категорії належать реліктові види. Це представники флори колишніх кліматичних епох (курильський чай, родіола чотиричленна, білокопитник сибірський).

## Тваринний світ
Національний парк «Югид-ва» має найбагатше різноманіття тваринного світу серед усіх районів Республіки Комі. Тут мешкають 43 види ссавців, з них 1 вид занесено до Червоної книги Республіки Комі (європейська норка — Mustella Lutreola), 2 зникаючих види — соболь (Martes zibellina) і пискуха північна (Ochotona hyperborea). Найпоширенішими видами є: заєць-біляк, летяга, олень північний, горностай, видра, лось, лисиця, вовк, росомаха, ведмідь, лісова куниця, ласка, білий песець. У результаті міграції тут з'явилися американська норка та кабан. У парку мешкає 190 видів птахів , 19 з них занесені до Червоної книги Комі — це казарка червоновола, скопа, беркут, кречет, сапсан, орлан-білохвіст. На території парку гніздяться 17 видів водоплавної дичини. Парк населяють 16 видів хижих птахів — беркут, орлан-білохвіст, великий підорлик, чорний шуліка. Ліси багаті глухарем, тетеруком, рябчиком і білою куріпкою. Найчисленніша група птахів — горобині — налічує понад 80 видів. У водоймах національного парку мешкає 23 види риб — сьомга, харіус сибірський, пелядь, таймень, сиг, чир, золотий карась та інші, з них 5 видів занесено до Червоної книги Республіки Комі. З 5 видів амфібій і рептилій 1 вид (кутозуб сибірський — Salamandrella keiserlingii) занесений до Червоної книги Республіки Комі.

## Як потрапити в парк
Дирекція національного парку «Югид-ва» розташовується в місті Вуктил. Відділення парку також працюють в містах Печора і Інта. Потрапити в національний парк можна з міст Вуктил, Інта, Печора, селищ Синя, Аранець, Косью, Кожим-рудник, Кожим, Приуральський тощо.
На території парку розташований всього один населений пункт — село Подчер'є. Сюди ходить рейсовий автобус з міста Вуктил. Відстань від інших населених пунктів до кордонів парку становить десятки кілометрів.
З Сиктивкара і Ухти до Печори та Інти можна дістатися залізничним транспортом, до Вуктила автомобільним.
Міста Інта, Печора, селища Синя, Аранець, Косью, Кожим-рудник розташовані на Північній залізниці Москва-Воркута (швидкі потяги зупиняються тільки в містах Печора та Інта).